# Talas (Band)
Talas ist eine US-amerikanische Hard-Rock-Band aus Buffalo, New York, die 1971 gegründet wurde, sich 1985 auflöste und 2017 wieder aktiviert wurde. Aus ihr ging der bekannte Bassist Billy Sheehan hervor.

## Geschichte
Talas wurde 1971 von Dave Contantino (Gitarre), Billy Sheehan (Bass) und Paul Varga (Schlagzeug) gegründet. Zuerst spielte die Band nur Coverversionen und trat in den Musikclubs von Buffalo auf. Die geringe Gage sollte nicht durch mehr als drei geteilt werden, deshalb imitierte Sheehan mit dem Bass gelegentlich andere Instrumente. So entwickelte er – auch mittels einer Fülle von zusätzlichem Equipment – seinen extravaganten Stil, für den er bekannt ist. Mit der Zeit gab die Band im Umkreis von zehn bis zwölf Stunden Fahrtzeit Konzerte: in Toronto, Montreal, Boston, Detroit, Chicago, New Jersey und viele in New York City. Schließlich waren auch Tourneen möglich, die sie durch die ganze USA führte. Dabei spielte sie unter anderem als Vorgruppe für Van Halen. Insgesamt verbrachten die drei Musiker auf diese Weise zehn Jahre, was sie spieltechnisch heranreifen ließ.
Zwischendurch probierte sich Sheehan auch anderweitig aus, kehrte aber zu Talas zurück. Das erste Album war ein selbstbetiteltes und selbstfinanziertes. Es erschien 1979 in einer Auflage von 15.000 Exemplaren. Dadurch wurde das Label Food for Thought Records auf Talas aufmerksam. 1982 kam das zweite Album unter dem Titel Sink Your Teeth Into That heraus. Sheehan brillierte hier und begründete damit seinen Ruf. Zwischen den beiden Alben half Sheehan Michael Schenker beim Aufbau von MSG und 1982 beendete er eine Europa-Tournee mit UFO. Daraufhin widmete er sich wieder Talas, musste die Band allerdings neu aufbauen. Ihr gehörten nun an: Phil Naro (Gesang), der von Chain Reaction gekommen war, Mitch Perry (Gitarre), Billy Sheehan (Bass) und Mark Miller (Schlagzeug). Mit dieser Besetzung ging es auf Tournee, bei der Konzerte mitgeschnitten wurden. Das Livealbum Live Speed on Ice erschien 1983. Es verkaufte sich schlecht. Für Perry kam 1985 Johnny Angel zur Band und absolvierte mit seinen Bandkollegen die Eröffnungsauftritte für Yngwie Malmsteen’s Rising Force. Sheehan wurde noch einmal zu einem anderen Projekt gerufen, und zwar 1985 von David Lee Roth, und diesmal blieb Sheehan. Für Talas bedeutete dies das Aus.
Anfang 2017 trafen sich Original-Bandmitglieder, um eine Reunion zu besprechen. Von den bisherigen Gitarristen war jedoch keiner verfügbar, sodass Mitte 2017 der Gitarrist Kire Najdovski aus Rochester, NY, einstieg. Ein neues Album gab es erst im Herbst 2022. Sheehan hatte es in den Corona-Pandemie-Jahren vorbereitet. Seine Überlegung war, Material, das 1985 geschrieben worden, aber nie aufgenommen worden war, aufzubereiten. Dementsprechend heißt das Album 1985. Nur das Stück, Black and Blue, ist eine neue Komposition. Neben Sheehan sind darauf Mark Miller, Mitch Perry, Phil Naro und Kire Najdovski zu hören. Kurz nachdem die Gesangsspuren fertiggestellt waren, erlag Naro einem Krebsleiden. Er war längst von der Krankheit gezeichnet, hatte seine Beschwerden aber so gut er konnte verborgen und die Aufnahmen professionell vollendet.

## Stil
Das Autorenduo der International Encyclopedia of Hard Rock and Heavy Metal befand, Talas sei eine gute US-Heavy-Metal-Band mit respektablen spieltechnischen Fähigkeiten. Die Rock Hard Enzyklopädie charakterisiert den Stil als „amerikanische[n] Hardrock mit gutem Gesang und ausgezeichnet konstruierten Hooklines“. Für Colin Larkin (The Guinness Who’s Who of Heavy Metal) handelt es sich um melodischen, gitarrenorientierten Hard Rock mit guten kommerziellen Voraussetzungen.
Während Oliver Klemm im Rock Hard in der Sink-Your-Teeth-into-That-Rezension die Songqualität hervorhob, fand Martin Popoff in seinem Buch The Collector’s Guide of Heavy Metal Volume 2: The Eighties das Songwriting langweilig. Das Album sei bloßes „Vehikel für Sheehans Bass-Theatralik“. Das vorherige Album bezeichnete er als „wimmernden Hardrock“, der sich sogar an einer Popschnulze vergreife. Als Einordnungshilfe nannte er den „kitschigen Triumph-Stil“. Das 1985-Album wurde von Simon Ludwig im Metal-Hammer als „klassischer Achtziger-Hard Rock an der Grenze zum Heavy Metal“ bezeichnet.

## Bedeutung
Nur Sheehan kam bei Talas groß heraus – der Band war trotz der technischen Fähigkeiten aller Mitglieder der Erfolg verwehrt. In Vergessenheit war sie jedoch nie geraten.

## Diskografie
- 1979: Talas (Evenfall Records)
- 1982: Sink Your Teeth into That (Food for Thought/Relativity Records)
- 1983: Live Speed on Ice (Live; Important/Combat)
- 1989: The Talas Years (kombinierte Wiederveröffentlichung der beiden vorherigen Alben; Relativity Records/Combat)
- 1989: If We Only Knew Then What We Know Now (Metal Blade Records)
- 2022: 1985 (Metal Blade Records)